# Iecava
Iecava (ryska: Иецава, tyska: Gross Eckau) är en stad i Lettland. Den ligger i Iecava kommun, 40 km söder om huvudstaden Riga.

## Historik
Iecava nämns för första gången 1492, när riddaren i Tyska Orden och Lettlands lantmarskalk, Johann Freitag von Loringhoven, utfärdade ett brev om skyldigheterna för bönderna i Iecava och Mežotne gentemot Lieliecava herrgård. Perioden från ca 1652 och framåt var viktig i utvecklingen för hertigdömet Kurland, när bosättningen blev ett centrum för lokal industri: här fanns koppar-, tjära-, kalk-, tegel- och kolugnar, dolomitbrott, pappersbruk, lin- och trådväveri samt tunnbinderier. 19 juli 1812 möttes ryska armén och Napoleon I:s preussiska armé i slaget vid Iecava. Den franske generalen Jacques MacDonald ledde de franska trupperna till seger och besatte sedan slottet i Iecava. Efter Napoleonkrigen började det sociala och kulturella livet utvecklas i Iecava och en skola, ett församlingshus, ett apotek, en magistratsdomstolsbyggnad och Hantverkarnas hus uppfördes. Under första världskriget, särskilt 1915, led Iecava svårt. Herrgården förstördes och bara 43 av stadens hus fanns kvar.
År 1925 fick Iecava status som by. Under efterkrigsåren återuppbyggdes byn och växte, särskilt på grund av en växande livsmedelsindustri. År 1958 fick den status som stadsby. Höghus, en gymnasieskola och daghem byggdes för fabriksarbetare och deras familjer. Dagens Iecava bildades genom att den tidigare stadsbyn Iecava slogs samman med byarna Dartija, Rakmenti och Pārupi.
Den lutherska kyrkan i Iecava uppfördes 1641, men har skadats under flera krig och senast vid en brand år 1972. Det var en av ca 70 kyrkobyggnader som uppfördes på order av hertig Gotthard Ketler 1567. Idag har kyrkans fasad och tak restaurerats, och gudstjänster och evenemang hålls i kyrkans kordel. Bland de jordfästa på kyrkogården finns medlemmar ur släkten von der Pahlen.
I staden finns dessutom den katolska kyrkan S:t Antonius och den rysk-ortodoxa kyrkan Heliga Jungfruns födelsekyrka.
Den 1 juli 2021 beviljades Iecava stadsstatus.

## Näringsliv
Iecavas hönseri grundades 1972 och omvandlades 1994 till det privata företaget Balticovo. Efter en modernisering 2005-2009 har hönseriet ca 1,5 miljoner värphöns och sedan 2013 producerar man, förutom olika äggprodukter, även rapsolja.

## Geografi
Terrängen runt Iecava är mycket platt, och sluttar västerut. Runt Iecava är det ganska glesbefolkat, med 30 invånare per kvadratkilometer. Iecava är det största samhället i trakten. Trakten runt Iecava består till största delen av jordbruksmark.
Årsmedeltemperaturen i trakten är 4 grader °C. Den varmaste månaden är juli, då medeltemperaturen är 18° C, och den kallaste är januari med 12° C.

## Vänorter
Ieacava hade tidigare en svensk vänort i Töreboda, men samarbetet upphörde sedermera.

### Översättning
Den här artikeln är helt eller delvis baserad på material från lettiskspråkiga Wikipedia.